# Viggo Wiehe
Viggo Hjalmar Wiehe, född den 23 december 1874 i Köpenhamn, död den 30 november 1956, var en dansk skådespelare. Han var son till skådespelaren och operasångaren Johan Henrik Wiehe, och gift med skådespelerskan Anna Marie Christiansen
Wiehe studerade drama för Karl Mantzius och Olaf Poulsen 1897-99 och utbildade sig senare vid Det Kongelige Teaters elevskole. Han scendebuterade på Folketeatret under Herman Bangs regi 1899, han var därefter engagerad vid Oddgeir Stephensens teatersällskap, och 1922-23 på Odense Folketeater, Odense Teater, för att därefter vara verksam vid bland annat Folketeatret, Dagmarteatret och Det ny Teater i Köpenhamn.

## Filmografi (urval)
- 1911 - Menneskedyret
- 1921 – Blade af Satans bog
- 1922 – Det var en gång
- 1938 - Kongen bød
- 1940 - Sommerglæder